# Ђурићи (породица)
Ђурићи воде порекло од Јанићија Димитријевића Ђурића Карађорђевог првог секретара, који је касније, по повратку из Русије, био државни саветник.
Јанићије Димитријевић Ђурић, син Димитрија Ђурића, вождов први секретар, родом је из Страгара, јасеничка кнежина крагујевачке нахије.
Димитрије Ђурић имао је Јоаникија (Јанићија), још једног сина и кћерке Перунику и Синђелију.
Јанићије Димитријевић Ђурић (1779-1850), вождов први секретар, био је друга личност у држави 1812—1813., са писменим Карађоређевим овлашћењем, према коме су се његова наређења слушала као да их је рекао сам Карађорђе. Био је пуковник у руској војсци и носилац Георгијевског крста, а затим и државни саветник у Србији.
Јанићије Ђурић је имао два сина и две кћерке.
- Владислав Ђурић,
- Александар Ђурић
- Кћерка Полексија Ђурић, удата.
- Кћерка Милица, удата.

## Владислав Ј. Ђурић
Владислав Ђурић, син Јанићија Ђурића, био је столоначалник министарства.

## Александар Ј. Ђурић
Александар Ђурић, син Јанићија Ђурића, био је председник Апелационог суда. Ожењен унуком Стефан Стефановић Тенка. Имали су синове који су се звали Тома, Павле и Јанићије.
Тома, Павле и Јанићије Ђурић су унуци Јанићија Ђурића. Они су синови једне од кћерки Косте Магазиновића, председника министарског савета (владе) и Јулијане - Јуце Магазиновић, рођ. Стефановић, кћерке Стефана Стефановића Тенке, председника државног савета, чији брат Данило Стефановић је био председник министарског савета, сестра удата за Јоксима Милосављевића (сердара подунавског), а отац обор-кнез поречки (пре 1804) и војвода (од 1811) Јован Стефановић. Друга кћерка Стефана Стефановића Тенке Јелена (Ленка) била је удата за арт. потпуковника Симу Нешића. Ђурићка је имала брата коњичког потпоручника Михаила Магазиновића и сестре Стану Л. Павловић и Софију Пејовић..

### Јанићије А. Ђурић
Јанићије Ђурић је био заменик члана Врачарског кварта. Студирао је државне науке у Минхену.
Ожењен Јеленом, кћерком Јована Ђурића, војводе у Српском устанку у Херцеговини и Босни (1875-1878), а заим емигранта у Београду, и управника царине. Јован је студирао у Цариграду правне науке и језике, где му је стриц био везир.Јелена је завршила Вишу женску школу и била је питомица краљице Наталије Обреновић.

#### ДрМилица Ђурић-Топаловић
Милица Ђурић-Топаловић рођена је у Београду 1. августа 1893. године од оца Јанићија и мајке Јелене. Основну школу и гимназију завршила је у Београду. Уписује се на факултет и дипломира филозофске-педагошке и биолошке науке. После завршених студије одлази у Женеву где уписује Универзитет и студира још три године економско-социолошке науке. Након тога у Интитуту Жан Жак Русоа (Jean Jacques Rousseau) студира педагошке системе и психолошке науке. Докторирала је на тему Проблеми и методи васпитања одраслих.
После завешеног школовања Милица је била суплент, а затим професор гимназије у Битољу. Након тога била је професор Друге женске, Треће женске и Четврте мушке гимназије у Београду. Професор Женске учитељске школе и асистент Општег педагошког смера Универзитета у Београду. Она је основала овај смер заједно са професором Миланом Шевићем.
Њен муж је Живко Топаловић, вођа Социјалистичке странке, резервни пуковник.

## М. Ђурић
М. Ђурић је био ожењен кћерком Косте Магазиновића, председника министарског савета (владе) и Јулијане - Јуце Магазиновић, рођ. Стефановић, кћерке Стефана Стефановића Тенке, председника државног савета, чији брат Данило Стефановић је био председник министарског савета, сестра удата за Јоксима Милосављевића (сердара подунавског), а отац обор-кнез поречки (пре 1804) и војвода (од 1811) Јован Стефановић. Друга кћерка Стефана Стефановића Тенке Јелена (Ленка) била је удата за арт. потпуковника Симу Нешића. Ђурићка је имала брата коњичког потпоручника Михаила Магазиновића и сестре Стану Л. Павловић и Софију Пејовић..
Јанићије Ђурић је имао брата Н. Ђурића, чији син је Радован Ђурић ожењеног сестром кнегиње Персиде Карађорђевић.

## Радован Ђурић (рођ. 1813), пом. окружног начелника
Радован Ђурић(рођ. 1813), братанац Јанићија Ђурића, помоћник окружног начелника, оженио се Босиљком (рођ. 1829) Ненадовић, сестром кнегиње Персиде Карађорђевић, рођ. Ненадовић, кћерком војводе Јеврема Ненадовића и Јованке Миловановић, а унуком војводе Јакова Ненадовића и Младена Миловановића.
Радовану Ђурићу пашенози били кнез Александар Карађорђевић, Милосав Топаловић, пом. окружног начелника, отац генерала Петра Топаловића, пуковник Јован Лукачевић, начелника Главног војног штаба (начелник генералштаба) и командант Београдског гарнизона и Јован Гавриловић, државни саветник.
Босиљка Ђурић, рођ. Ненадовић добила је име по својој баби Босиљки Миловановић, првој жени господара Младена Миловановића. Забележено је да је Босиљка умрла од туге“ за браћом капетаном Младеном Ненадовићем и поручником Симом Ненадовичем стрељаним 1868. због учешћа у завери против кнеза Михаила.
Радован и Босиљка Ђурић имали су: Стевана, Полексију, Анку, Јока, Милку, Јелену и Софију.

### Стеван Р. Ђурић (рођ. 1848), срески начелник
Стеван Р. Ђурић, син Радована Ђурића, помоћника окружног начелника и Босиљке Ђурић, рођ. Ненадовић, био је срески начелник и члан Напредне странке. Имао четири сина Радована, Бору, Божидара и Сретена.

#### Боривоје С. Ђурић
Боривоје С. Ђурић, син Стевана Р. Ђурића, среског начелника, и рођак Карађорђевића пошто му је баба-тетка била кнегиња Персида Карађорђевић, рођ. Ненадовић. Боривоје Ђурић је као пешадијски поручник био 1903. учесник Мајског преврата против краља Александра Обреновића.

#### Божидар С. Ђурић
Божидар Ђурић, чин. Министарства финансија имао је синове Стевана и Животу.

##### Стеван Б. Ђурић
Стеван Б. Ђурић син Божидара Ђурића и унук Стевана Р. Ђурића.

##### Живота Б. Ђурић
Живота Б. Ђурић син Божидара Ђурића и унук Стевана Р. Ђурића.

### Станишићи
Полексија Ђурић, кћерка Радована Ђурића, била је удата за проф. Спиридона Станишића. Имали су кћерке Драгу и Данку која је са пуковником Јованом Јовановићем Калчом, имала сина Ђорђа Јовановића.

### Стојановићи
Анка Ђурић, кћерка Радована Ђурића, била је удата за Владу Стојановића, начелника у министарству. Њихова деца су Лепосава, Босиљка и Милица.
- Лепосава Стојановић је са Миланом Ковачевићем, начелником Министарства финансија имала кћекре Милку и Анку. Милка је била удата за Мирослава Ненадовића, а Анка за Трпка Нинковића, адвоката и народног посланика.
- Босиљка Стојановић била је удата за Милана Јовановића вишег чиновника Народне банке.
- Милица Стојановић била је удата за Петра Николића. Њихова деца су Персида, Јован, Владимир и Јелица. Др Владимир Николић, лекар је са др Даринком Николић, рођ. Летић имао две кћерке, а Јелица Николић била је удата за Божидара Борисављевића, шефа фирме Танасије Миланковић, са којим је имала сина Косту Борисављевића.

### Марковићи
Милка Ђурић, кћерка Радована Ђурића, била је удату за Милана Марковића, чин. Имали су четири кћерке Дару, Босиљку, Катарину и Зорку.
- Дара је била удата за Божидара Михаиловића, пензионера. Имали су једну кћерку.
- Босиљка је била удата за Негована Рајића.
- Катарина је била удата за Луку Рајковића, учитеља. Њихова деца су Милица, Босиљка, Спасенија и Магдалена.
- Зорка је са Милутином Милутиновићем, чиновником имала сина Љубомира и кћерку Десанку.

Перуника Ђурић, сестра Јанићија Ђурића била је удата за сина Атанасија - Танаска Рајића из Страгара, Карађођевог првог барјактара, који је погинуо у бици на Дубљу.
Синђелија Ђурић, сестра Јанићија Ђурића била је удата за јасеничког капетана Ранка Матејића, сина јасеничког кнеза Матеје Јовичића из Тополе. Њихов син Светозар Матејић, кмет у Тополи, други син Љубомир Матијић, адвокат у Београду.
Јанићије Ђурић је 1838. године подигао на западној страни цркве у манастиру Вољавча велику кулу звонару.
Ђурићи су били у сродству са Рајићима, Ненадовићима и преко Ненадовића са Карађорђевићима, Стефановићима, Магазиновићима и др.
- Списак најистакнутијих српских породица у Кнежевини и Краљевини Србији
- Танаско Рајић
- Списак знаменитих личности из Првог српског устанка

1. 1 2  Вид. Српске новине, 1891, pp. 520.
2. ↑  Милуновић, Марко. Из живота и рада др Живка Топаловића : прилози за биографију. Стокхолм, 1988: Задужбина др Живко и Милица Топаловић. стр. 56—67.
3. ↑  Просветни гласник, година XXXVIII, број 1, јануар 1921.. стр. 2.
4. ↑  Просветни гласник, година XLVI, број 5, мај 1930.. стр. 627.
5. ↑  Правда, година XXIX, број 10267 , 7. јун 1933.. стр. 9.
6. ↑  Вид. Константин Ненадовић, стр.